# Saint-Vincent-Bragny
Saint-Vincent-Bragny è un comune francese di 1 003 abitanti situato nel dipartimento della Saona e Loira nella regione della Borgogna-Franca Contea.

## Società

### Evoluzione demografica
Abitanti censiti